# Barugo
Barugo (Bayan ng Barugo) är en kommun i Filippinerna. Kommunen ligger på ön Leyte och tillhör provinsen Leyte. Folkmängden uppgår till 26 919 invånare.

## Källor

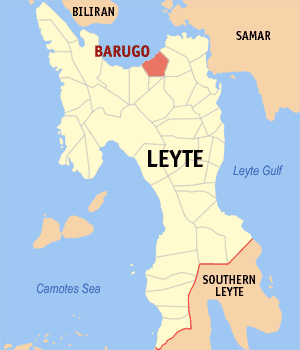

## Barangayer
Barugo delas in i 37 barangayer.
| - Abango - Amahit - Balire - Balud - Bukid - Bulod - Busay - Cabarasan - Cabolo-an - Calingcaguing - Can-isag - Canomantag - Cuta | - Domogdog - Duka - Guindaohan - Hiagsam - Hilaba - Hinugayan - Ibag - Minuhang - Minuswang - Pikas - Pitogo - Poblacion Dist. I | - Poblacion Dist. II - Poblacion Dist. III - Poblacion Dist. IV - Poblacion Dist. V - Poblacion Dist. VI (New Road) - Pongso - Roosevelt - San Isidro - San Roque - Santa Rosa - Santarin - Tutug-an |